# Кулио, Эммануэль
Хуан Эммануэль Кулио (исп. Juan Emmanuel Culio; 30 августа 1983, Мерседес) — аргентинский футболист, полузащитник.

## Биография
Кулио с подросткового возраста и до 19 лет работал на стройке. Затем он начал футбольную карьеру выступая в скромных командах низших дивизионов. Позже играл в составе сразу двух аргентинских клубов Примеры из Авельянеды, но за 3 сезона так и не смог закрепиться в основном составе. В 2007 году, выступая за чилийский «Депортес Ла-Серена», привлёк внимание румынского клуба «ЧФР Клуж», заплатившего за трансфер игрока 600 тыс. евро. 1 августа 2007 года игрок дебютировал в составе команды. Там он довольно уверенно обосновался в основе.
16 сентября 2008 года Кулио забил 2 гола в первом матче группового этапа Лиги чемпионов, принеся победу своей команде в гостях над «Ромой», став лучшим игроком матча. В декабре 2008 года им интересовался «Рубин»: «Пока ничего не решено, однако я очень хочу перейти в „Рубин“. Это был бы большой шаг вперёд. Мне хотелось бы сыграть в составе казанского клуба в Лиге чемпионов. Кроме того, не буду скрывать, что для меня главной является финансовая сторона вопроса». Но сделка не состоялась из-за завышенной трансферной стоимости футболиста. В июне им также интересовался «Порту».
В декабре 2010 года Кулио заинтересовалась российская «Кубань». Однако стороны не договорились о цене на трансфер футболиста.
6 января 2011 года Кулио перешёл в стамбульский «Галатасарай», подписав контракт до 2014 года. За переход полузащитника турецкий клуб заплатил 2 млн евро.

## Достижения
- Чемпион Румынии (6): 2007/08, 2009/10, 2017/18, 2018/19, 2019/20, 2021/22
- Обладатель Кубка Румынии (3): 2007/08, 2008/09, 2009/10
- Обладатель Суперкубка Румынии (3): 2009, 2010, 2018
- Обладатель Суперкубка Турции: 2012